# ベアリー・リーサル
『ベアリー・リーサル』（原題:Barely Lethal）は2015年にアメリカ合衆国で公開されたアクション映画である。監督はカイル・ニューマン、主演はヘイリー・スタインフェルドとソフィー・ターナーが務めた。

## ストーリー
政府が運営するプレスコット・アカデミーでは、孤児の女の子たちに暗殺者になるための訓練が施されていた。ハードマン教官は彼女たちに「互いに愛着を持つな」と繰り返し言い聞かせていた。彼女たちの中で最も優秀だったのはエージェント83で、そんな彼女にエージェント84は対抗心を燃やしていた。83はアカデミーの外の世界に関心を持っており、『ビバリーヒルズ高校白書』や『ミーン・ガールズ』のようなテレビ番組や映画を通して、外界のティーン文化に関する知見を深めていた。
ある日、ハードマン教官は武器商人のヴィクトリア・ノックスを逮捕する任務にエージェント83たちを派遣した。捕虜に扮した83はノックスに接近することに成功し、隙を突いて彼女を生け捕りにすることに成功した。ところが、ノックスを輸送機に連行する途中、彼女が隠し持っていたナイフを振り回し、その騒ぎの中で83は川に転落してしまった。ノックスを取り押さえることはできたが、83を発見することができなかった。教官は83を戦死扱いとした。
実は、83は生きていたのである。メーガン・ウォルシュという偽名を使って、83は交換留学生のプログラムに登録することに成功した。83はホームステイ先のラーソン家で歓待を受けたが、長女のリズは彼女に対して冷淡だった。
普通の高校に通える喜びで興奮していたメーガンだったが、服に関するセンスが皆無だったために、登校初日からみんなの笑いものになってしまった。しかし、ロジャーはそんな彼女に優しくしてくれた。ロジャーはメーガンに一目惚れしたようだった。しかし、一方のメーガンはキャッシュに熱を上げていた。何としてでも親しくなりたいメーガンは、学校のシステムをハッキングして、生物学の実験を一緒に受けられるようにした。当然、それを快く思わない女子生徒もいた。そんな彼女たちの口車に乗せられて、メーガンは学校のマスコット役に志願してしまった。誰もやりたがらない役どころだったため、メーガンはあっさりマスコット役に選出された。マスコット役を拉致するという恒例のイベントが発生したが、そんなイベントの存在を知らないメーガンは、誘拐しようとする人間たちを本気で組み伏せてしまった。その鮮やかな姿を映した映像はネット上で注目を集め、リズがそれに嫉妬した。
ネット上の動画でメーガンが生きていることを知ったハードマン教官は、直ちに彼女の身柄を拘束した。当初、教官はメーガンが裏切ったと思い込んでいたが、普通の生活を送りたかっただけだったと知ってひとまず安堵した。メーガンがかつてのような生活に戻れないと思った教官は、彼女を連れ戻すのを諦めた。
自由の身になったメーガンはリズと一緒にクラスメートのホームパーティーに参加したが、そこには思わぬ人物の姿があった。

## キャスト
※括弧内は日本語吹替。
- ヘイリー・スタインフェルド（山口立花子） - メーガン・ウォルシュ/エージェント83
  - マデリーン・スタック（菊山裕希） - 幼少期のメーガン
- ソフィー・ターナー（浅井晴美） - ヘザー/エージェント84
  - エヴァ・G・クーパー（羽鳥敦子） - 幼少期のヘザー
- ジェシカ・アルバ（鳴海杏子） - ヴィクトリア・ノックス
- サミュエル・L・ジャクソン（西垣俊作） - ハードマン教官
- ダヴ・キャメロン（北村幸子） - リズ・ラーソン
- トーマス・マン（中村勘） - ロジャー・マーカス
- ロブ・ヒューベル（相樂真太郎） - ミスター・マーカス
- トビー・セバスチャン（おおしたこうた） - キャッシュ・フェントン
- ガブリエル・バッソ（庄司然） - グーチ
- ジェイミー・キング - ナイト分析官
- レイチェル・ハリス（かとう有花） - ミセス・ラーソン
- ジェイソン・イアン・ドラッカー（本田和希） - パーカー・ラーソン
- アレクサンドラ・クロスニー（池田亜希子） - シンディ
- エマ・ホルツァー（御手洗かりん） - ドンナ
- ダン・フォグラー（大塚智則） - ミスター・ドラム
- スティーヴォー - ペドロ
- フィネッセ・ミッチェル（真田雅隆） - ワイスマン
- ニーナ・ドブレフ - ミュージック・ビデオに出演している女性

## 製作
2013年12月、本作の主要撮影がジョージア州アトランタで始まり、同月中に終了した。

## サウンドトラック
2015年6月9日、レイクショア・レコーズは本作のサウンドトラックを発売した。
| #         | タイトル                | 作詞  | 作曲・編曲 | 時間 |
| --------- | ----------------------- | ----- | ---------- | ---- |
| 1.        | 「Prescott」            |       |            | 0:46 |
| 2.        | 「Fight Club」          |       |            | 1:43 |
| 3.        | 「Oh Canada」           |       |            | 0:34 |
| 4.        | 「Battle Axe」          |       |            | 0:50 |
| 5.        | 「Victoria Knox」       |       |            | 2:30 |
| 6.        | 「Band Ass」            |       |            | 0:26 |
| 7.        | 「Last Chance」         |       |            | 1:01 |
| 8.        | 「Hs Transition」       |       |            | 0:18 |
| 9.        | 「Truth Serum A」       |       |            | 2:09 |
| 10.       | 「Truth Serum B」       |       |            | 2:23 |
| 11.       | 「Car Chase」           |       |            | 2:56 |
| 12.       | 「Number One」          |       |            | 3:40 |
| 13.       | 「Douche Baguette」     |       |            | 3:28 |
| 14.       | 「White Van」           |       |            | 0:37 |
| 15.       | 「Newton Suite」        |       |            | 1:15 |
| 16.       | 「Megan & Roger Suite」 |       |            | 1:55 |
| 17.       | 「Bad Guys」            |       |            | 0:47 |
| 18.       | 「True Liz」            |       |            | 1:06 |
| 19.       | 「High School」         |       |            | 0:18 |
| 20.       | 「Higher School」       |       |            | 0:15 |
| 21.       | 「Holes」               |       |            | 0:31 |
| 22.       | 「Nearly Chanced」      |       |            | 1:05 |
| 23.       | 「Popcorn」             |       |            | 0:51 |
| 24.       | 「Helichopper」         |       |            | 0:57 |
| 25.       | 「Prescott Reprise」    |       |            | 0:46 |
| 合計時間: | 合計時間:               | 33:07 |            |      |

## 公開
本作はMPAAからR指定を受けたが、製作サイドの抗議によって、PG-13指定に変更されることとなった。
2015年2月25日、A24とディレクTVが本作の全米配給権及び配信権を購入したと報じられた。4月30日、ダイレクTVは本作のオンデマンド配信を開始した。

## 評価
映画批評集積サイトのRotten Tomatoesには33件のレビューがあり、批評家支持率は24%、平均点は10点満点で4.2点となっている。また、Metacriticには10件のレビューがあり、加重平均値は44/100となっている。